# 鹿児島県立樋脇高等学校
鹿児島県立樋脇高等学校（かごしまけんりつ ひわきこうとうがっこう 英語: Hiwaki High School）は、鹿児島県薩摩川内市樋脇町塔之原に所在した公立の高等学校。2007年度から生徒募集を停止し、2009年3月31日に閉校、2009年4月より鹿児島県立入来商業高等学校と統合して鹿児島県立川薩清修館高等学校（2007年4月開校）に移行した。

## 設置学科
- 普通科

## 所在地
- 〒895-1202 鹿児島県薩摩川内市樋脇町塔之原8658番地

## 沿革
- 1948年（昭和23年） - 樋脇青年学校の跡地に上東郷村立東郷高等学校樋脇教場として設置される[1][2]。
- 1950年（昭和25年） - 東郷高校から独立し、樋脇町費により鹿児島県樋脇高等学校が設置される[1]。
- 1951年（昭和26年） - 普通科のみが鹿児島県に移管される[1]。
- 1956年（昭和31年） - 全学科が鹿児島県に移管され鹿児島県立樋脇高等学校に改称[1]。
- 2007年（平成19年） - 生徒募集停止する（2006年度が最終募集）。
- 2009年（平成21年）3月31日 - 鹿児島県立入来商業高等学校と統合し閉校。

## 特色
1950年からホッケーを体育の教材として取り入れ、旧樋脇町と一体になってホッケーの振興に努めていた結果、男子ホッケー部が全国の強豪として名高い。
獲得した全国タイトルは、計13回（インターハイ2回・国体9回・全国高校選抜2回）である。

## 生徒数
以下の生徒数遷移表は『樋脇町史』811頁の記述の一部より作成。
凡例
|  | 生徒数（人） |

| 1948年 | 45  |  |
| 1958年 | 312 |  |
| 1968年 | 572 |  |
| 1978年 | 245 |  |
| 1988年 | 311 |  |